# Sándor Végh
Dans le nom hongrois Végh Sándor, le nom de famille précède le prénom, mais cet article utilise l’ordre habituel en français Sándor Végh, où le prénom précède le nom.
Sándor Végh, né le 17 mai 1912 à Kolozsvár (Hongrie), aujourd'hui Cluj-Napoca, (Roumanie), et mort le 7 janvier 1997 à Salzbourg (Autriche), est un violoniste et chef d'orchestre hongrois naturalisé français.

## Biographie
Enfant il travaille le piano puis fait ses études musicales au conservatoire de Budapest avec Leó Weiner. Dès 1926, il est l'élève de Jenő Hubay pour le violon et Zoltán Kodály pour la composition à l'Académie de musique Franz-Liszt de Budapest. De 1931 à 1933 il est membre du trio hongrois avec Ilonka Krausz et Lászlo Vincze et en 1934 fonde le Quatuor Hongrois qui crée en 1936 le 5e quatuor de Béla Bartók. En 1940 il crée son propre quatuor le Quatuor Végh.
Il enseigne de 1941 à 1946 à Budapest puis s'installe en France. Il rencontre Pablo Casals et participe avec lui au festival de Prades (1953-1969). Il donne des cours aux conservatoires de Paris, Bâle, Fribourg, Düsseldorf et Salzbourg, dirige l'orchestre de chambre Sándor Végh (1968-1971), l'orchestre du festival de Marlboro (1974–1977) et la Camerata academica du Mozarteum de Salzbourg. Il fut très proche de Béla Bartók, dont il fit connaître les quatuors à la tête de son Quatuor Végh, une formation de réputation mondiale. C'était également un grand quatuoriste beethovénien. Sándor Végh jouait sur un violon Stradivarius le Paganini de 1724.

## Source
- Alain Pâris, Dictionnaire des interprètes et de l'interprétation musicale, Paris, Laffont, coll. « Bouquins », 2004, 4e éd., 1278 p. (ISBN 2-221-08064-5, OCLC 901287624), p. 906.

## Lien contextuel
- Quatuor Végh